# Larráiz

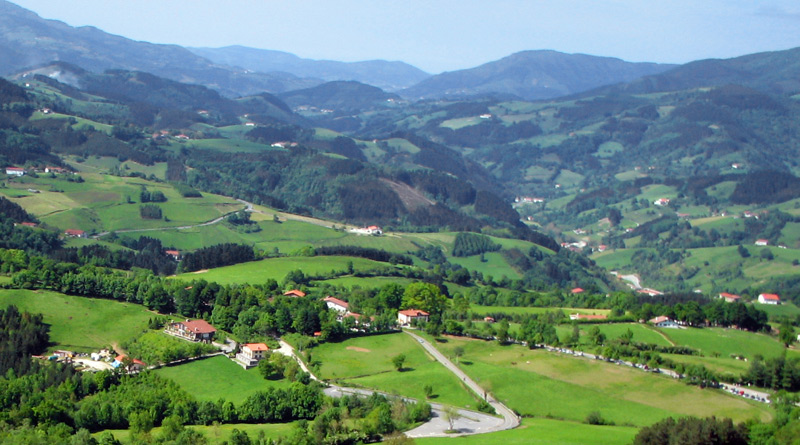
Vista del barrio de Larráiz.

Larráiz (o Larraitz, oficialmente y en euskera) es una casería del municipio español de Abalcisqueta, en Guipúzcoa. A pesar de tener aspecto de un núcleo propio; no aparece en el nomenclátor y su población está integrada dentro de Abalcisqueta.

## Naturaleza
Es la puerta de entrada a la sierra de Aralar; que sube una pista entrando en el macizo por el puerto de Bezulegui pero también, sirve de acceso para subir al Txindoki. En el lugar, se creó un paseo que enlaza el barrio con Abalcisqueta.

## Monumentos
Se ubica en la barriada, una capilla dedicada a Nuestra Señora de los Milagros, a la que una leyenda dice que suele ocurrir milagros quienes rezan dentro de la capilla.